# Brynica (Kluczbork)
Pour les articles homonymes, voir Brynica.
Brynica est une localité polonaise de la gmina de Wołczyn, située dans le powiat de Kluczbork en voïvodie d'Opole.